# جوزيف دكورث
جوزيف دكورث (بالإنجليزية: Joseph Duckworth)‏ هو طيار أمريكي، ولد في 8 سبتمبر 1902 في سافانا في الولايات المتحدة، وتوفي في 26 يوليو 1964 في باتل كريك في الولايات المتحدة.